# 谷内六郎
谷内 六郎（たにうち ろくろう、1921年12月2日 - 1981年1月23日）は、日本の画家。ノスタルジックな昭和の風景を描いた画家で､『週刊新潮』の表紙を手掛けた作家として知られる。絵本作家の谷内こうたは甥。

## 略歴
東京・恵比寿で9人兄弟の6男として生まれる。父・久松は富山県北蟹谷村（現小矢部市）出身。駒沢尋常高等小学校卒業の後、見習い工員などをしながら絵を独学で学んだ。
戦後、漫画仲間の鈴木善太郎、片寄貢らと銀座の街頭で政治風刺漫画を描く。また1945年12月に創刊された左翼系の新聞「民報」に4コマ漫画『真実一郎君』を連載。
1955年、 『文藝春秋』臨時増刊「漫画讀本」に発表した「行ってしまった子」（「おとなの絵本」より）で第1回文藝春秋漫画賞を受賞。

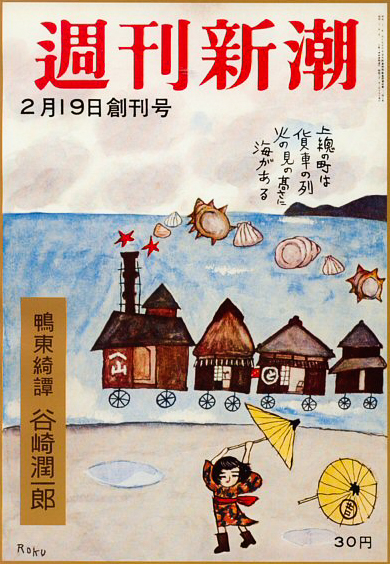
『週刊新潮』創刊号の表紙 (1956年)

1956年、『週刊新潮』の創刊号から表紙絵を担当。以後終生担当し、総点数は1336本。大丸東京店にて初の個展「谷内六郎作品展」を開催。
1958年、人形作家の熊谷達子と結婚。
1962年、作詞を担当した『遠い日の歌』が第17回芸術祭奨励賞を受賞。
1975年、神奈川県横須賀市にアトリエを構える。
1981年1月23日、急性心不全のため死去。59歳没。

## 絵本
- 『海と風船』　アートデイズ　2006年　ISBN 4-86119-049-5
- 『四季・谷内六郎』　アートデイズ　2009年　ISBN 978-4-86119-145-9

共著
- - 著者：谷内六郎文・絵、代田昇 文、原田泰治 絵『海の子山の子』信州くるまいすの会発行1975年国立国会図書館